# Azzam

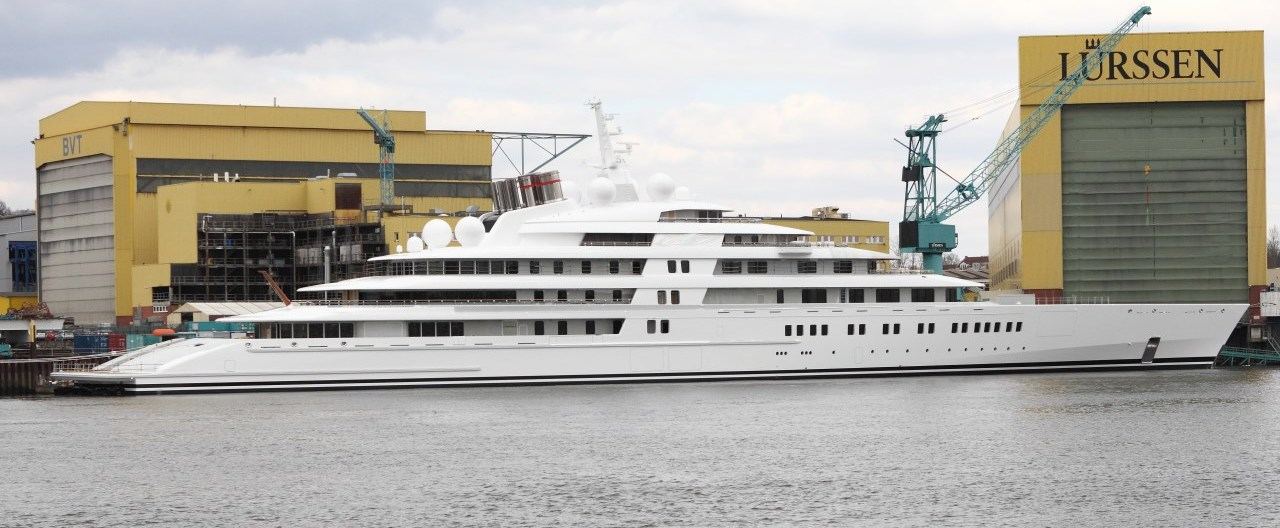
L'Azzam a Lürssen, el 6 d'abril de 2013

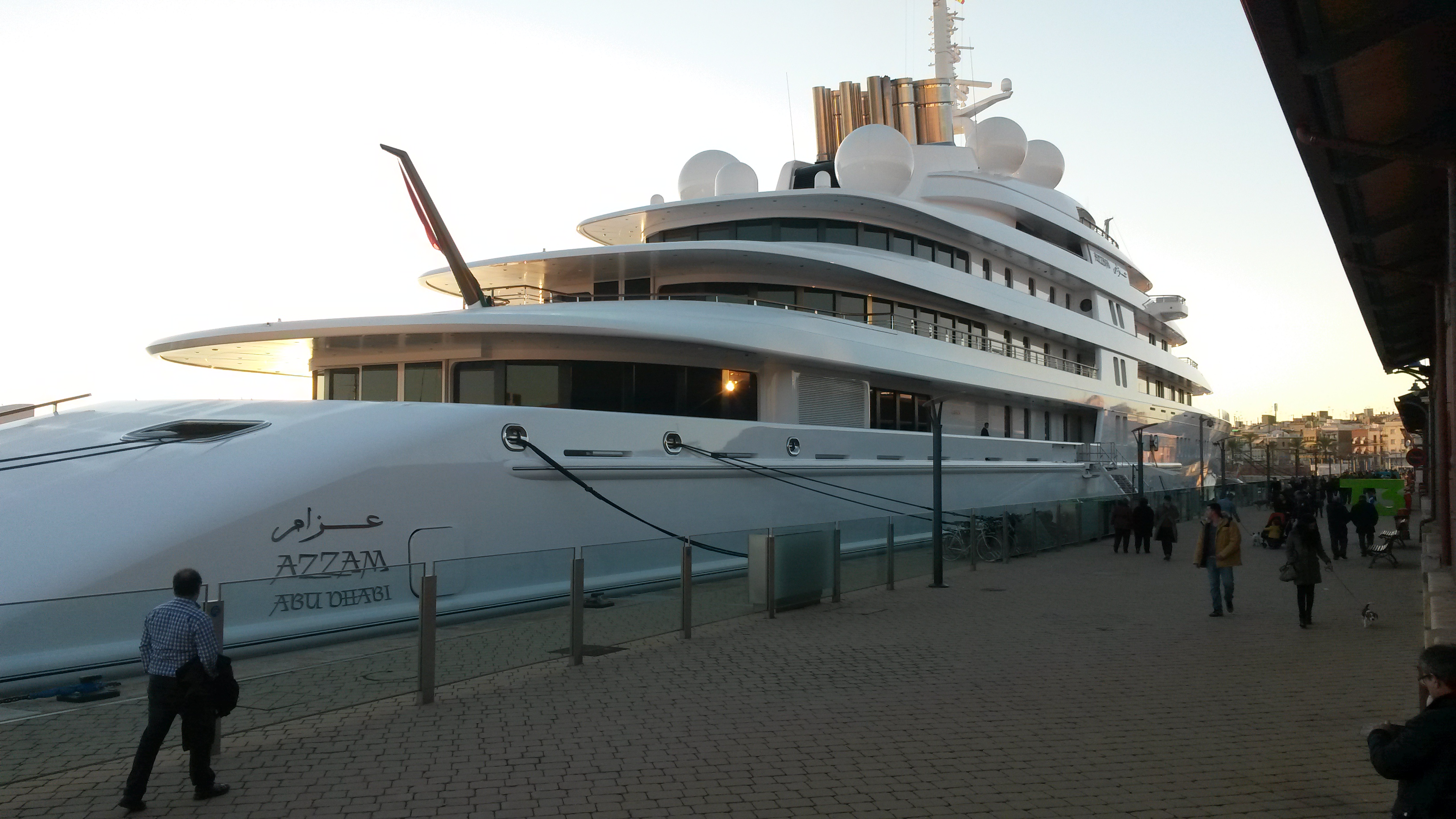
L'Azzam amarrat al port de Tarragona el 4 de gener de 2015

L'Azzam (en àrab: «resolut») és un iot privat que pertany a Khalifa Al Nahyan, el president dels Emirats Àrabs Units, i va ser construït per les drassanes alemanyes Lürssen Yachts. L'Azzam s'avarà el 5 d'abril de 2013. Amb 180 m de llarg és el iot privat més gran del món. El iot té una mànega de 20.8 m amb un calat inusual de 4,3 m. Normalment apareix a les llistes de lloguer sense preu. La revista Motor Boat & Yacht opina que no es troba disponible en les ofertes de lloguer, tal com passa amb l'«Eclipse» de Roman Abramóvitx, per tal d'evitar l'impost europeu.

## Disseny
L'enginyer Mubarak Saad al Ahbabi dirigí la construcció de l'Azzam, amb l'enginyeria de Lürssen amb el disseny de Nauta Yachts i l'interiorisme de Christophe Leoni. Després d'un any d'elaboració del projecte, el vaixell es va construir en tres anys, esdevenint un rècord en la construcció naval segons el Superyacht Times. L'Azzam posseeix l'enginyeria per viatjar ràpidament fins i tot en mala mar, i està equipat amb luxe i sofisticació.
El iot té un saló principal de 29 m de llargada que ocupa gairebé tota l'amplada del casc sense pilars gràcies a una biga de 18 m, un fet molt inusual en la construcció naval. Pot viatjar a una velocitat superior a 32 nusos propulsat per dos motors de turbina de gas i dos motors dièsel amb una potència total de 70 MW (94.000 CV) amb quatre bombes a raig.
Amb un cost aproximat de 605 milions de dòlars US, és més del doble de car que el segon iot més gran, l'Eclipse, que amb una llargada de 162,5 m va costar 250 milions de dòlars US.